# Хтония (дочь Форонея)

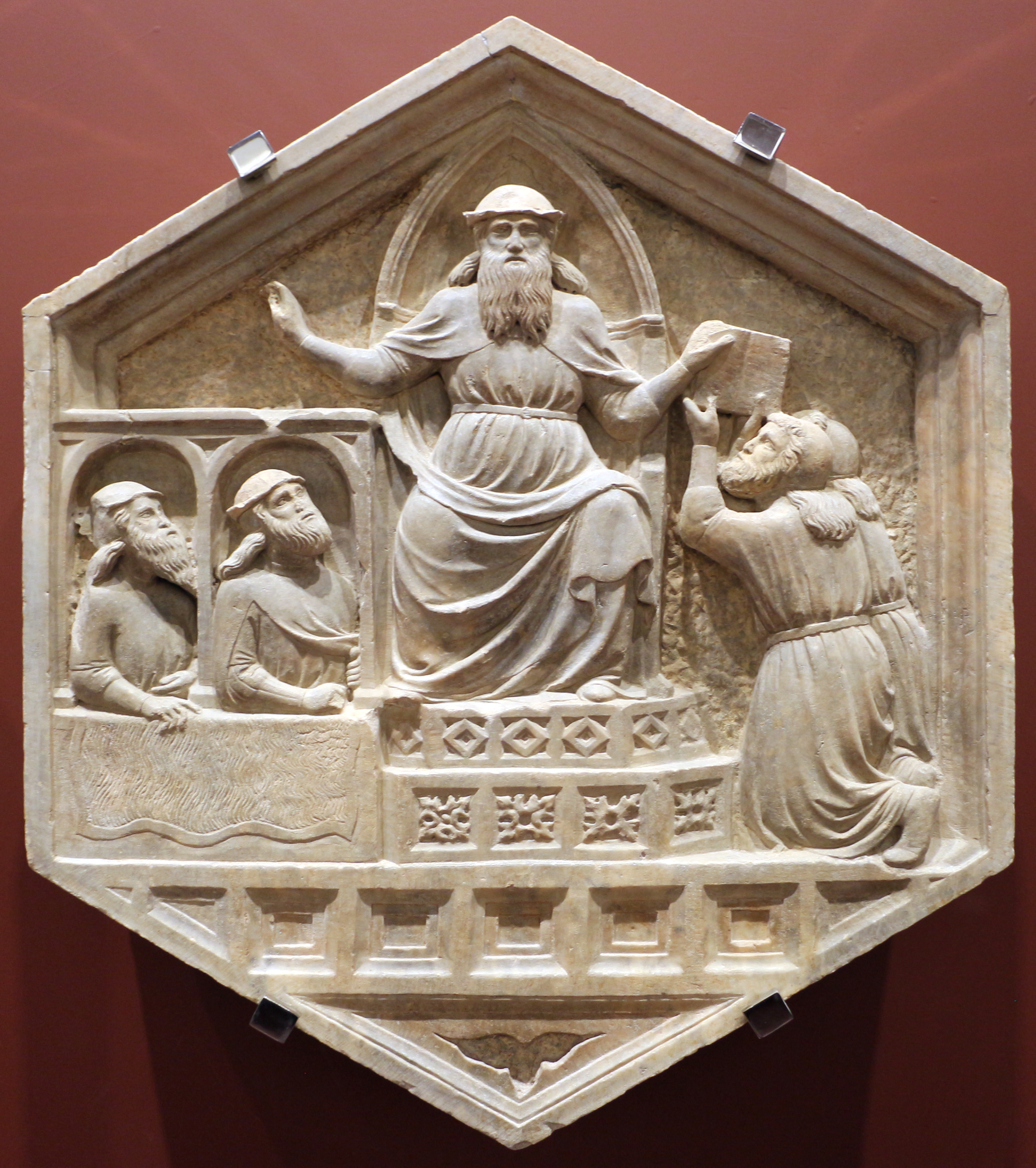
Фороней, отец Хтонии (по одной из версий)

Хтония (др.-греч. Χθονία) — персонаж греческой мифологии из аргосского цикла, основательница храма Деметры в городе Гермиона в Арголиде.

## В мифологии
Согласно античным источникам, Хтония основала на горе Проне в городе Гермиона в Арголиде святилище богини плодородия Деметры. Предысторию этого события рассказывают по-разному. Согласно географу II века н. э. Павсанию, жители Гермионы считали, что Хтония была дочерью царя Аргоса Форонея и что храм она основала совместно с братом Клименом. По аргосской версии мифа, Хтония — дочь аргивянина Колонта. Деметра постучалась в дом к Колонту во время своих странствий, чтобы найти приют, но хозяин её не впустил, несмотря на уговоры дочери. В результате дом сгорел вместе с хозяином, а Хтонию Деметра спасла от огня и перенесла в Гермиону. Тогда и произошло основание храма. Жители Гермионы ещё во II веке н. э. каждый год праздновали Хтонии, во время которых все горожане участвовали в торжественной процессии, а потом совершалось жертвоприношение.
Известно, что храм Деметры Хтонии в Гермионе был разграблен киликийскими пиратами незадолго до 67 года до н. э.